# میکیسو هانه
میکیسو هانه (انگلیسی: Mikiso Hane; ۱۶ ژانویهٔ ۱۹۲۲ – ۸ دسامبر ۲۰۰۳) مورخ |ژاپنی آمریکایی بود. وی بین سال‌های ۱۹۶۱ تا ۲۰۰۳ میلادی فعالیت می‌کرد.